# Bureau d'architectes ASSAR
Pour les articles homonymes, voir ASSAR.
Le bureau d'architectes ASSAR est un bureau d'architecture actif en Belgique depuis la fin des années 1980.

## Réalisations
- 1988 : « Goemaere » (« Thilly Van Eessel I »), chaussée de Wavre 1945, rénové en 1998[1]
- 1993-1994 : Place Communale d'Auderghem (postmodernisme de tendance néo-classique) et chaussée de Wavre 1789
- 1997 : « Ocean House », Belgicastraat 17, Zaventem
- 2001 : « Schuman 3 », rond-point Schuman 2-4[2]
- 2005 : « Crown Avenue », avenue de la Couronne, 145[3]
- 2003-2004 : Rond-Point Schuman 11 (rénovation)[4]
- 2003-2009 : siège social de GlaxoSmithKline Biologicals, zoning de Wavre nord (chaussée des Collines / avenue Fleming)[5],[6]
- 2003-2017 : nouveau QG de l'OTAN, en association avec l'agence américaine Skidmore, Owings and Merrill (SOM)[7],[8]
- 2015-2017 : centre administratif et de conférences de la clinique Saint-Pierre d'Ottignies (« Aile 1000 », bâtiment passif)[9]
- 2017 - 2021 : Tours Möbius, Boulevard du Roi Albert II 32 à Bruxelles[10]

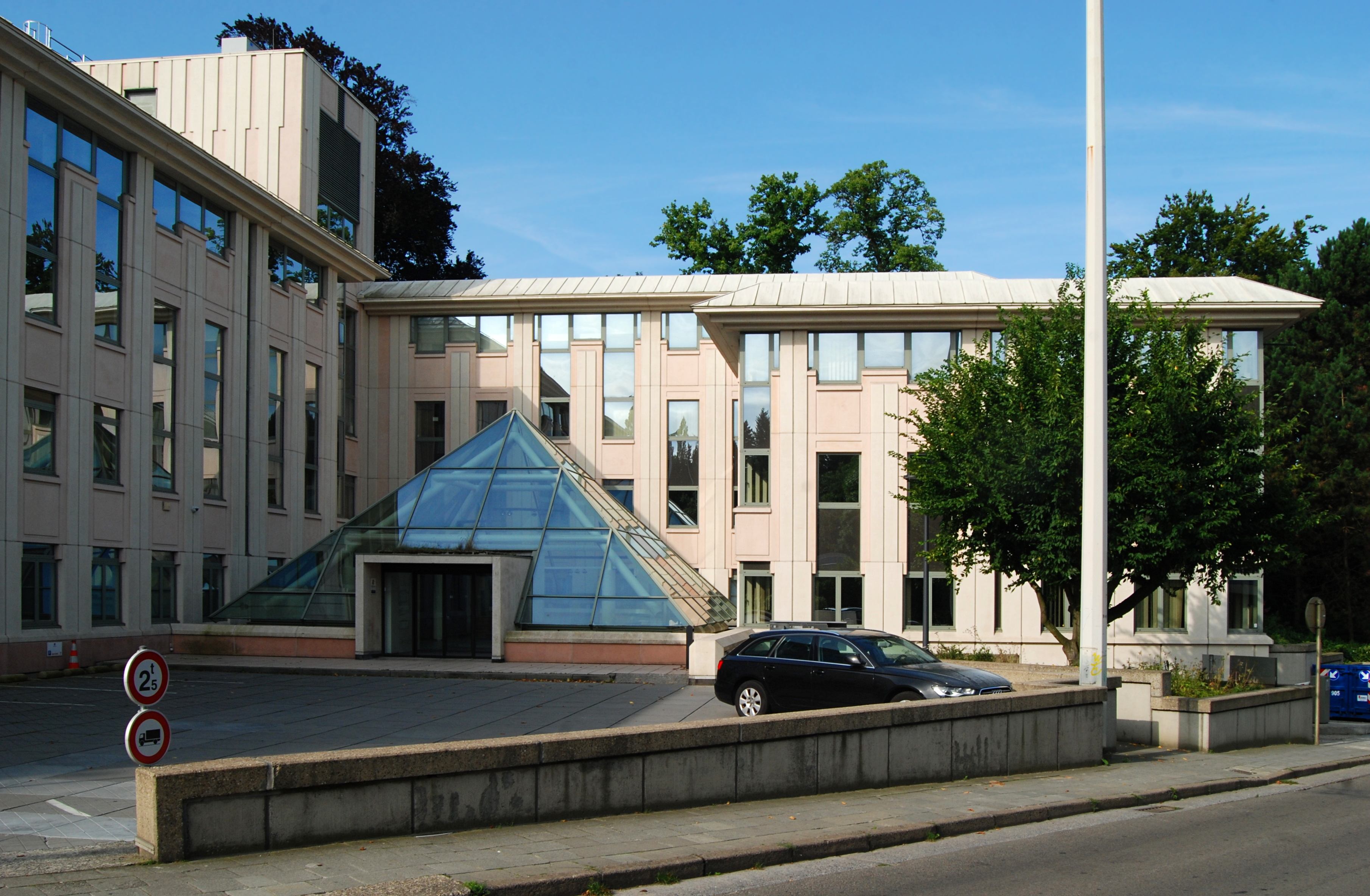
« Goemaere » (« Thilly Van Eessel I ») (1988).
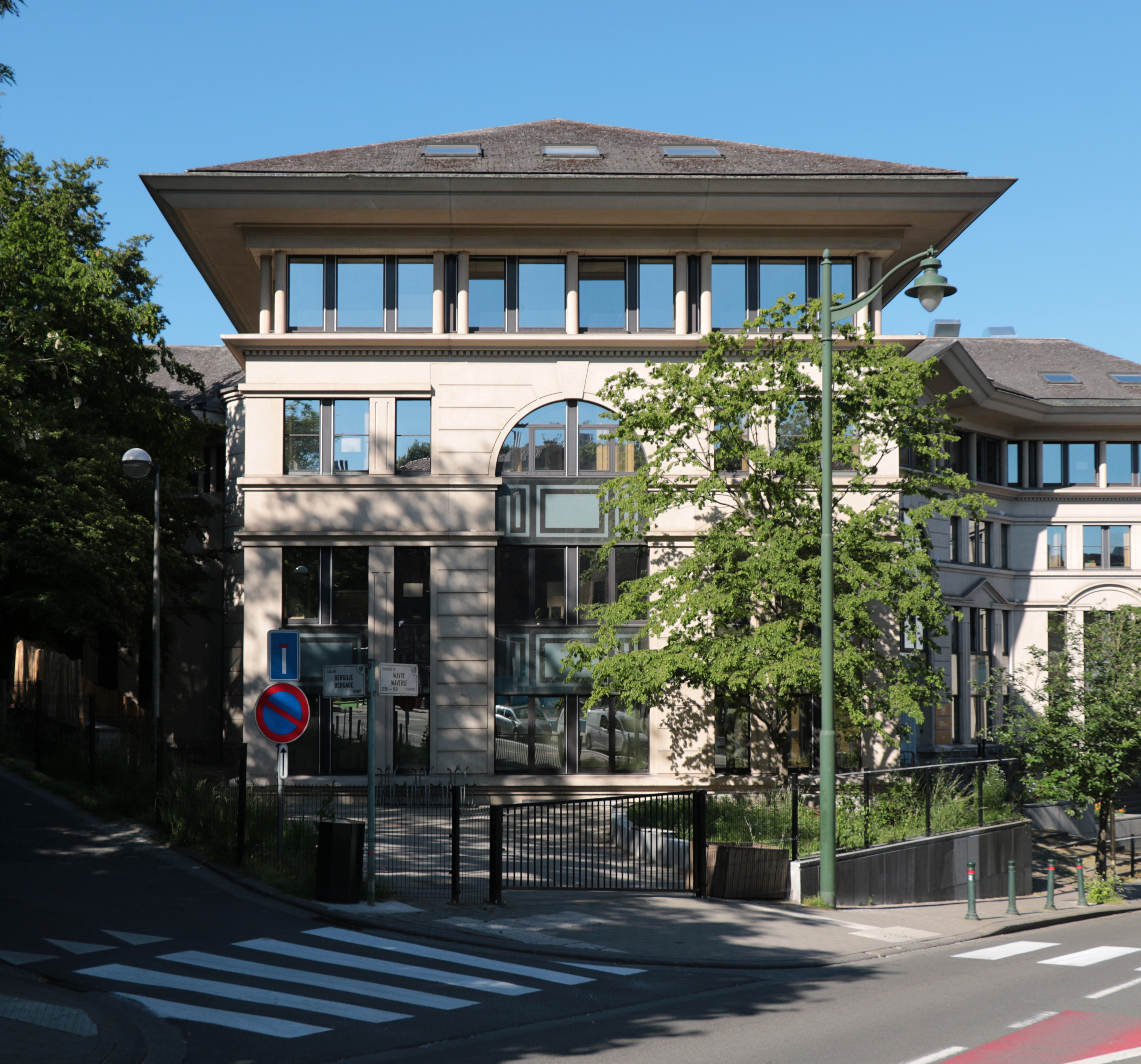
Place Communale d'Auderghem (1993-1994).
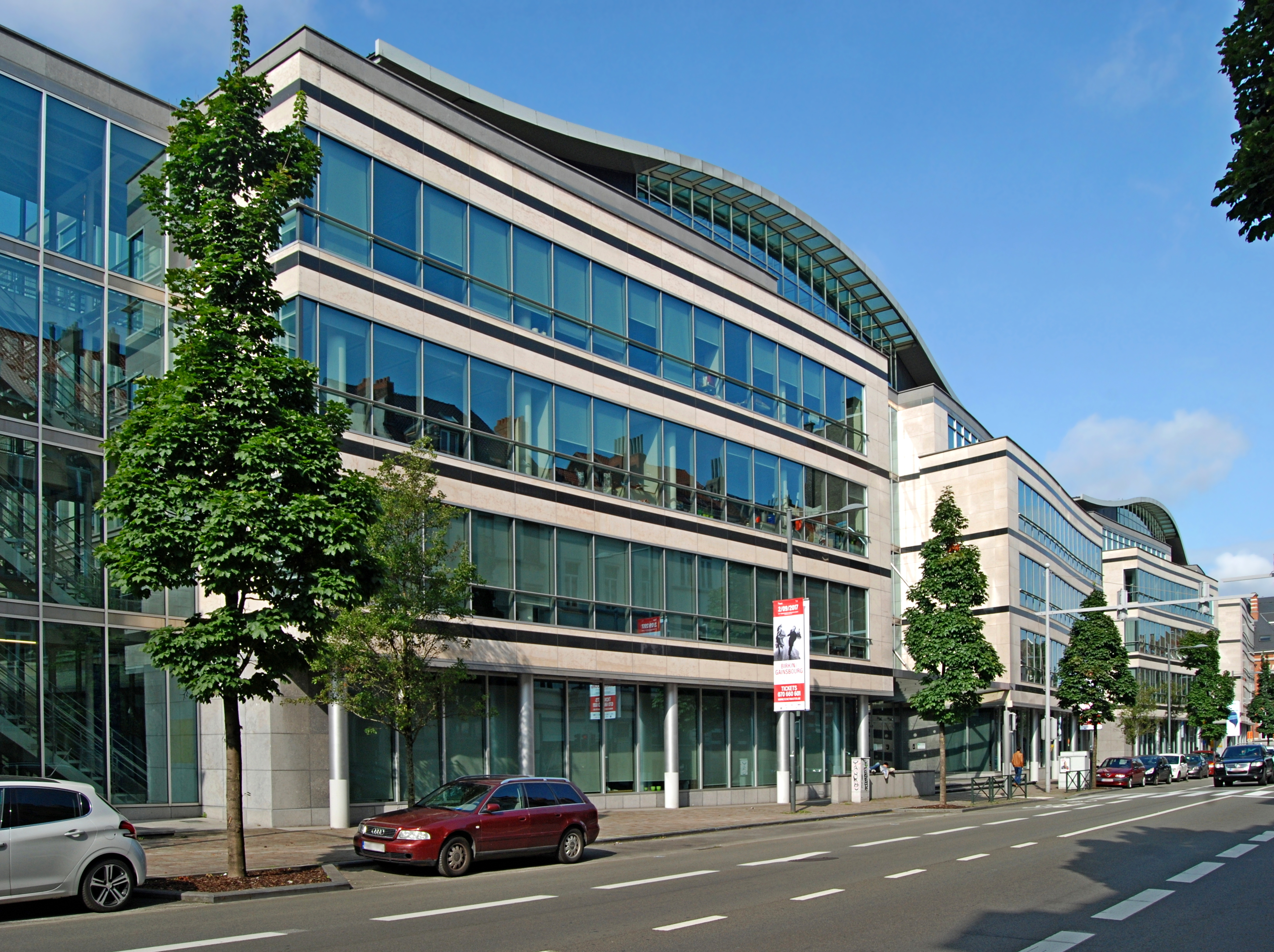
Crown Avenue (2005).
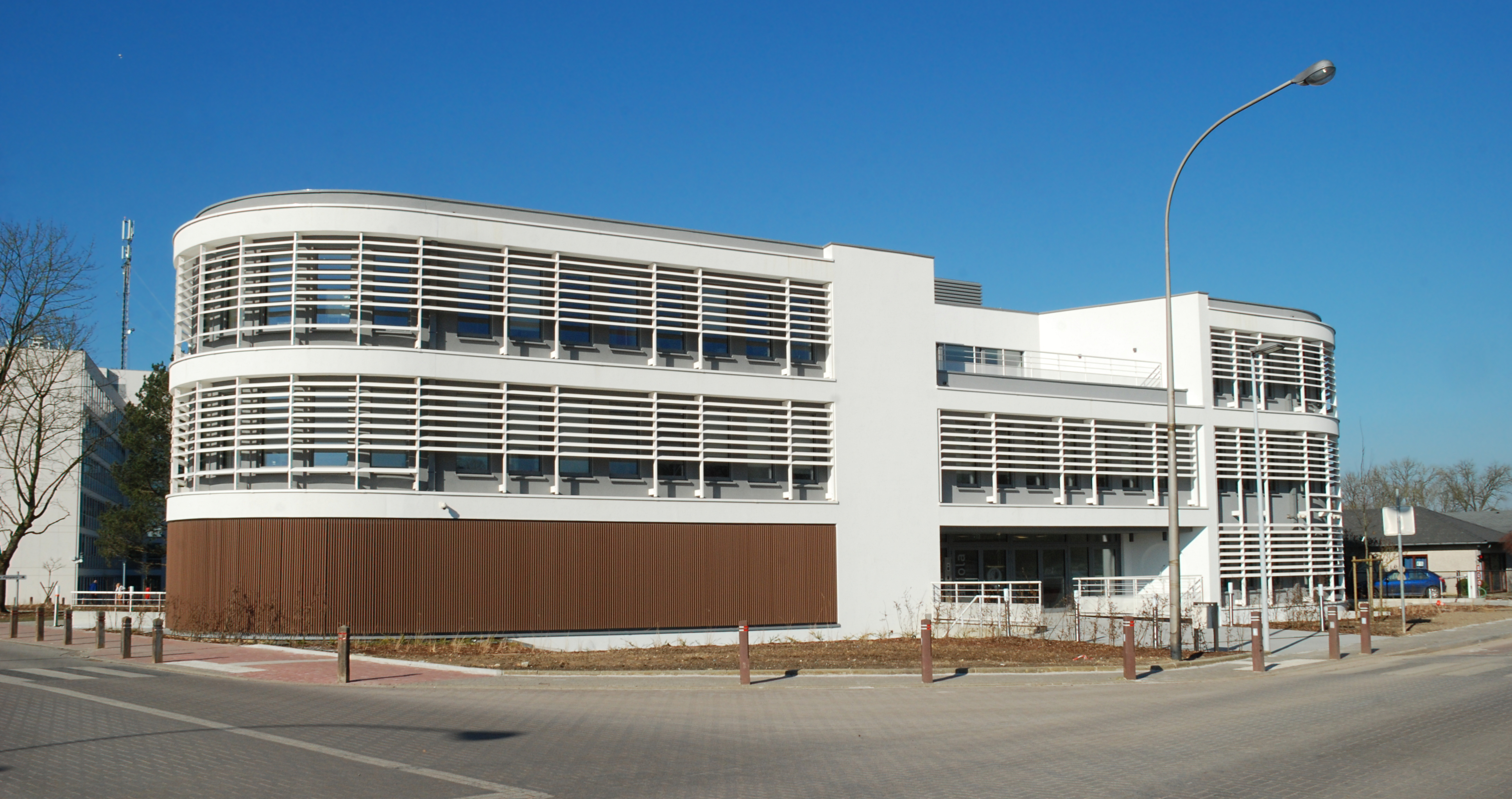
Centre administratif et de conférences de la clinique Saint-Pierre d'Ottignies (2015-2017).

## Rénovations
- 2003-2004 « Madou Plaza », rénovation de la tour Madou (ASSAR-Archi2000)[11]